# المحاشة (إب)

تعديل مصدري - تعديل

المحاشة هي إحدى قرى عزلة جبل معود بمديرية إب التابعة لمحافظة إب، بلغ تعداد سكانها 284 نسمة حسب تعداد اليمن لعام 2004.